# Малый Карамыш
Малый Карамыш — село в Лысогорском районе Саратовской области. Входит в состав Большекопенского муниципального образования.

## География
Находится на правом берегу реки Медведица на расстоянии примерно 29 километров по прямой юг-юго-восток от районного центра поселка Лысые Горы.

## История
Официальная дата основания 1823 год.

## Население
Постоянное население составило 8 человек (100% русские) в 2002 году, 12 в 2010.